# Hochdeutsch
A Hochdeutsch általánosan elterjedt (de helytelen) megjelölése a mindenféle szempontból szabályos (nyelvtanilag, fonetikailag) és legfőképp nem nyelvjárási színezetű irodalmi német nyelvnek. Az elnevezés azonban nyelvészeti és nyelvtörténeti szempontból helytelen ill. más az értelmezése. A „hoch” szó jelentése többek között (magas ill. fel(ső)) és nem az így jelölt nyelv társadalmi avagy irodalmi rangjára volt hivatott utalni, hanem annak földrajzi elhelyezkedésére. Fordítása felnémet és olyan germanisztikai fogalmakkal áll kapcsolatban, mint az ófelnémet (Althochdeutsch) és középfelnémet (Mittelhochdeutsch).
Bár a „Hochdeutsch” Németországban is használatos kifejezés, a szabályos irodalmi német nyelv neve tudományos berkekben Standarddeutsch.

## Története
Az alnémettel (Niederdeutsch) szemben, amely a Balti-tenger és a Német-középhegység között elhelyezkedő alföld nyelvjárásainak összefoglaló neve, a felnémet (Hochdeutsch) eredetileg az ettől a területtől földrajzilag délre fekvő azon német nyelvjárásokat jelenti, amelyek a 3. és 9. század között végbemenő hangeltolódásban (2. Lautverschiebung) részt vettek. A megjelölés értelmezése az idővel változott és az utolsó ötszáz évben tett szert a részben ma is használatos jelentésére, mint egy, a nyelvjárásoktól független, a német nyelvterület (amiről Hollandia lassanként levált) különböző udvari kancelláriáin dokumentumok megfogalmazására ill. a levelezésben használt német nyelv.
Az udvarok közötti kommunikációban használatos német levelezési nyelv kialakulásában fontos szerepe volt a császári udvar prágai kancelláriájának ill. a szász hercegi udvarnak. A vallásújító Luther Márton a szász kancellária levelezési nyelvére fordította a Bibliát (1534), amely a protestáns területeken viharos sebességgel terjedt. A 17. századtól jelenlévő német nyelvi társulások fokozatosan kiközösítették az egyéb többé-kevésbé standardizált kancelláriai nyelvváltozatokat. Ezt követően, a 18. században a „Hochdeutsch” kiejtésének központja egyre északabbra, Hannover környékére tolódott és vált olyan ütemben lassanként elfogadott irodalmi nyelvvé, amilyen ütemben az északi területeken egyre kevésbé használták az emberek alnémet anyanyelvüket.